# مزیر، فریبورگ

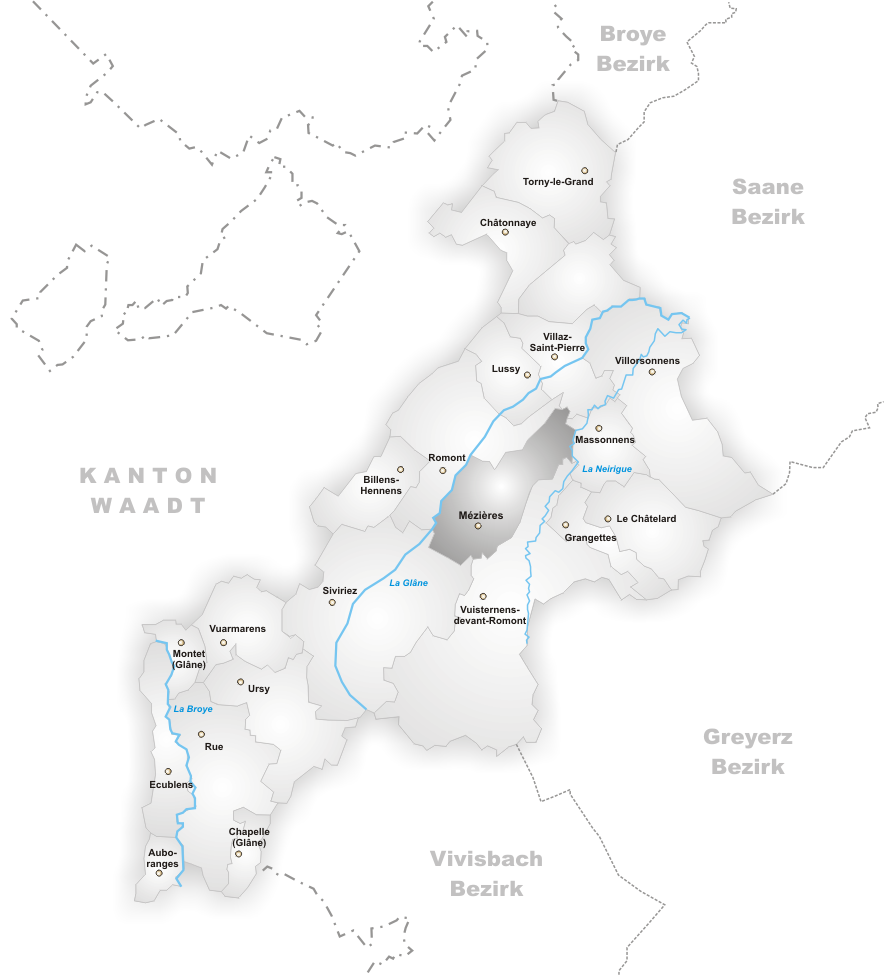
نمایی از محل شهر مزیِر (خاکستری پررنگ) در نقشهٔ کانتون فریبورگ - ۲۰۰۶

مزیِر (به فرانسوی: Mézières) یک شهر و شهرداری است که در بخش گلن کانتون فریبورگ در کشور سوئیس واقع شده است.
نام مزیر برای اولین بار در نقشه‌های تهیه شده در قرن دوازدهم ذکر شده است. در ۱ ژانویه ۲۰۰۴ به فرمان دولت محلی کانتون فریبورگ، شهر برلن(Berlens) منحل و محوطه آن با مزیر ادغام شد. جمعیت این شهر در پایان سال ۲۰۱۸ بالغ بر ۱۰۴۵ نفر بوده است.

## جغرافیا
مساحت شهر مزیر در سال ۲۰۰۹ معادل ۸.۹ کیلومتر مربع(۳.۴ مایل مربع) بوده است. از این منطقه ۷۹/۵ درصد آن را زمین‌های کشاورزی، ۱۳/۸ درصد را جنگل، ۶/۸ درصد را مناطق مسکونی شهری و روستایی و ۰/۱ درصد را آب‌ها(دریاچه‌ها، رودخانه‌ها و...) تشکیل می‌دادند.